# Cessna AT-17 Bobcat
Pour les articles homonymes, voir Bobcat (homonymie).
Le Cessna AT-17 Bobcat est un avion d'entraînement militaire américain mis en service dans l'USAAC en 1940. Il est dérivé de l'avion de ligne T-50 et utilisé comme avion de transport militaire sous la désignation UC-78.